# Balirampur
Balirampur (en népalais : बलिरामपुर) est un comité de développement villageois du Népal situé dans le district de Bara. Au recensement de 2011, il comptait 7 126 habitants.